# Bob Vylan
Bob Vylan és un duet de punk rock anglès que interpreta un estil musical que fusiona elements de grime, rap i paraula parlada.

## Història
Bob Vylan es va formar el 2017 pel cantant i guitarrista Bobby Vylan i el bateria Bobbie Vylan a Ipswich, i el seu primer concert va ser només dues setmanes després de la seva formació. En el primer any de vida, el grup va publicar quatre senzills i dos EP, Dread i Vylan, a través del seu propi segell discogràfic, Ghost Theatre. Seguint la filosofia do it yourself, els músics van lliurar personalment els treballs a diverses botigues de discos i van concertar els seus propis espectacles.
El 7 d'agost de 2020, Bob Vylan va publicar el seu àlbum de debut, We Live Here i va anar de gira telonejant a Offspring i Biffy Clyro. El 22 d'abril de 2022 va publicar el seu segon àlbum d'estudi, Bob Vylan Presents the Price of Life, que va entrar a la UK Albums Chart al número 18. El 27 d'octubre de 2023, el grup va publicar dos senzills del seu tercer àlbum d'estudi, Humble as the Sun, que es va publicar el 5 d'abril de 2024.
Johnny Rotten i Akala són citats com a dues de les seves influències musicals, juntament amb els rapers Dizee Rascal, Stormzy i Skepta. La revista Alternative Press va recomanar Bob Vylan per als fans d'Idles, Fever 333 i Turnstile.
Les lletres tracten qüestions socials i polítiques com el racisme, la violència policial, la distribució desigual de la riquesa, l'accés a una alimentació saludable, la gentrificació, la salut mental, la paternitat, el tardocapitalisme, l'homofòbia, el masclisme tòxic, la hipocresia política britànica i la indústria farmacèutica. El tema dels problemes de ser un home negre a Europa és recurrent a tots els àlbums, i inclou la crítica al racisme institucional que contribueix a la pobresa entre la població negra.

## Discografia
- Vylan (2017)
- Dread (2019)
- We Live Here (Venn Records, 2020)
- Bob Vylan Presents the Price of Life (Ghost Theatre, 2022)[8]
- Humble as the Sun (Ghost Theatre, 2024)